# Дубровиця (Камінь-Каширський район)
Дубро́виця ( у ХІХ ст. містечко рос. Михновка Волинської губернії) — село в Україні, у Камінь-Каширській громаді Камінь-Каширського району Волинської області. Населення становить 359 осіб.

## Географія
Село розташоване на лівому березі річки Турія.

## Населення
Згідно з переписом УРСР 1989 року чисельність наявного населення села становила 339 осіб, з яких 151 чоловік та 188 жінок.
За переписом населення України 2001 року в селі мешкало 356 осіб.

### Мова
Розподіл населення за рідною мовою за даними перепису 2001 року:
| Мова       | Відсоток |
| ---------- | -------- |
| українська | 99,72 %  |
| російська  | 0,28 %   |